# Pietà (araldica)
Pietà è un termine utilizzato in araldica per indicare le tracce sanguinose sul petto del pellicano.
Secondo altri araldisti il termine designa i piccoli del pellicano e non le tracce di sangue.

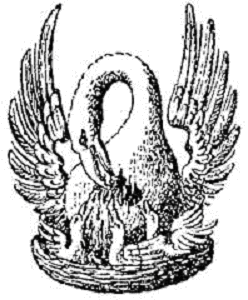
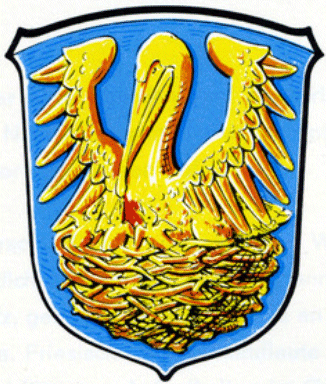
Pellicano d'oro con la sua pietà (Groothusen, Germania)
Pellicano d'argento, con la sua pietà (Lučenec, Slovacchia)
Bandiera di Pietà (Malta)